# The Social Network (bande originale)
Albums de Trent Reznor et Atticus Ross
Millénium : Les Hommes qui n'aimaient pas les femmes
(2011)
The Social Network est une bande originale réalisée par Trent Reznor et Atticus Ross pour le film du même nom de David Fincher sorti en 2010. 
Elle reçoit plusieurs récompenses, dont le Golden Globe de la meilleure musique de film lors de la 68e cérémonie des Golden Globes et l'Oscar de la meilleure musique de film lors de la 83e cérémonie des Oscars

## Liste des titres
Toutes les chansons sont écrites et composées par Trent Reznor et Atticus Ross, sauf mention particulière.
| 1.    | Hand Covers Bruise                              | 4:18 |
| 2.    | In Motion                                       | 4:56 |
| 3.    | A Familiar Taste                                | 3:35 |
| 4.    | It Catches Up with You                          | 1:39 |
| 5.    | Intriguing Possibilities                        | 4:24 |
| 6.    | Painted Sun in Abstract                         | 3:29 |
| 7.    | 3:14 Every Night                                | 4:03 |
| 8.    | Pieces Form the Whole                           | 4:16 |
| 9.    | Carbon Prevails                                 | 3:53 |
| 10.   | Eventually We Find Our Way                      | 4:17 |
| 11.   | Penetration                                     | 1:14 |
| 12.   | In the Hall of the Mountain King (Edvard Grieg) | 2:21 |
| 13.   | On We March                                     | 4:14 |
| 14.   | Magnetic                                        | 2:10 |
| 15.   | Almost Home                                     | 3:33 |
| 16.   | Hand Covers Bruise, Reprise                     | 1:52 |
| 17.   | Complication with Optimistic Outcome            | 3:19 |
| 18.   | The Gentle Hum of Anxiety                       | 3:53 |
| 19.   | Soft Trees Break the Fall                       | 4:44 |
| 66:10 |                                                 |      |

## Liens
- Ressources relatives à la musique :   - AllMusic
  - Discogs
  - MusicBrainz (groupes de sorties)